# Heidi (serie televisiva 2007)
Heidi è una serie televisiva svizzero-franco-spagnolo-ceca trasmessa per la prima volta il giorno 22 dicembre 2007 sulla rete Télévision Suisse Romande. In Francia la serie è stata trasmessa su France 2. La serie è arrivata in Italia su Rai 3 il 30 giugno 2008 per poi essere replicata su RaiSat Smash Girls e su Rai Gulp. La serie è composta da un totale di 27 episodi.
La serie, liberamente ispirata alle vicende del celebre romanzo di Johanna Spyri, è ambientata 
nella Svizzera romanda contemporanea.

## Trama
Heidi è cresciuta ed è ora una ragazza adolescente. Vive con suo nonno Gustave in montagna, che lei rifiuta di lasciare. Ma quando un progetto immobiliare minaccia le bellezze della sua regione, accetta di andare in città a studiare alle superiori dove spera di combattere al meglio contro questo progetto. In città, dovrà confrontarsi con nuove realtà che porteranno alla nascita di nuove amicizie e ad affrontare molte sfide.

## Episodi
| Stagione       | Episodi | Prima TV originale | Prima TV Italia |
| -------------- | ------- | ------------------ | --------------- |
| Prima stagione | 27      | 2007               | 2008            |

## Personaggi e interpreti
- Heidi, interpretata da Élodie Bollée, doppiata da Eva Padoan.
- Juliette, interpretata da Anne-Sophie Franck, doppiata da Valeria Marconi.
- Sara, interpretata da Cindy Santos, doppiata da Gaia Bolognesi.
- Mathieu, interpretato da Kevin Lameta, doppiato da Daniele Raffaelli.
- Vincent, interpretato da Edouard Giard, doppiato da Lorenzo De Angelis.
- Pierre, interpretato da Nils Haagensen, doppiato da Nanni Venditti.
- Gustave, interpretato da Christian Sinniger, doppiato da Rino Bolognesi.
È il nonno di Heidi.
- Preside della scuola, interpretata da Vanessa Larré, doppiata da Chiara Salerno.
- Bernard, interpretato da Carlos Leal, doppiato da Vittorio Guerrieri.
È il padre di Mathieu.

## Produzione
I primi tredici episodi della serie sono stati prodotti da Pierre-Antoine Hiroz e gli ultimi tredici da Anne Deluz. Le riprese hanno avuto luogo tra i mesi di giugno e ottobre del 2007 in Alta Savoia e nella città di Friburgo. Le riprese sono state effettuate in alta definizione.
La canzone nei titoli di coda è stata eseguita da Cindy Santos che si è fatta conoscere quando ha partecipato nel 2006 nel programma Nouvelle Star.
I primi tre episodi della serie sono stati proiettati in anteprima mondiale al Festival Cinéma Tout Écran de Genève di Ginevra il 31 ottobre 2007.
Un making of è stato prodotto sotto forma di 20 episodi di 3 minuti ciascuno, trasmesso su Internet e sul canale televisivo TSR. È stata anche prodotta una versione di 26 minuti che raccoglie tutti gli episodi del making of.